# Thomas Moon
Thomas Henry Moon (* 6. November 1908 in Ottawa, Ontario, Kanada; † 27. Juli 1986 in Meredith, New Hampshire) war ein US-amerikanischer Eishockeyspieler.  

## Karriere
Thomas Moon wurde zwar in Kanada geboren, wuchs jedoch in Boston, Massachusetts, auf. Dort spielte er für das lokale Eishockeyteam Boston Olympics, mit dem er 1935, 1937 und 1939 die US-amerikanische Amateurmeisterschaft gewann. Für die USA nahm Moon an den Olympischen Winterspielen 1936 in Garmisch-Partenkirchen teil, bei denen er mit seiner Mannschaft die Bronzemedaille gewann.
Nach seiner Eishockeykarriere war er als Geschäftsmann tätig.

## Erfolge und Auszeichnungen
- 1936 Bronzemedaille bei den Olympischen Winterspielen